# Gluggo
Gluggo is het zevende muziekalbum van The Spencer Davis Group. Na opgeheven te zijn in 1969 probeerde The Spencer Davis Group het opnieuw, maar werd lang niet meer zo populair als tijdens hun begintijd. Na Gluggo volgde nog slechts één album.

## Musici
- Spencer Davis – zang, gitaar
- Eddie Hardin – zang, toetsen
- Ray Fenwick – zang, leadgitaar
- Charlie McCracken – zang, basgitaar
- Pete York – slagwerk

## Composities
1. Catch you on the Rebop (Hardin / Fenwick)(3:15)
2. Don’t you let it bring you down (Hardin / Fenwick)(3:55)
3. Living in a Backstreet (Fenwick / Hardin)(3:24)
4. Today Gluggo, Tomorrow the world (York / Hardin)(3:43)
5. Feeling rude (Hardin / Fenwick)(3:17)
6. Mr. Operator (Hardin / Fenwick)(3:37)
7. The edge (Hardin / Fenwick)(2:21)
8. The screw (Hardin / Fenwick)(3:45)
9. Tumble down tenement row (Davis)(3:09)
10. Alone (Hardin / Fenwick)(4:18)
11. Legal eagle shuffle (Davis)(2:17)
12. Trouble in mind (R.M. Jones)(4:33) stond origineel alleen op Amerikaanse versie;
13. Touching cloth (York)(2:53) (B-kant van single)
14. Mr. Operator (Hardin / Fenwick)(3:35) alternatieve mix
15. Touching cloth (York)(2:53) alternatieve mix.

Track 1-10 op origineel album; rest is bonustrack op de Repertoire-uitgave